# 内津村
内津村（うつつむら）は、かつて愛知県西北部にあった村である。
東春日井郡に属しており、かつての所在地は、現在の春日井市最東部、内津町一帯にあたる。1906年（明治39年）7月17日、神坂村と合併し、坂下村が発足したことにより、廃止された。

## 沿革
下街道の美濃と尾張の境にあたる内津峠の宿場として、古くから栄えていた。
- 1889年（明治22年） - 明知村（現春日井市明知町）と西尾村（現春日井市西尾町）を編入[1]。
- 1906年（明治39年）7月17日 - 神坂村と内津村とが合併し、坂下村発足。